# Матвієвська сільська рада (Матвієвський район)
Матві́євська сільська рада (рос. Матвеевский сельский совет) — сільське поселення у складі Матвієвського району Оренбурзької області Росії.
Адміністративний центр — село Матвієвка.

## Історія
2009 року частина території Сарай-Гірської сільської ради (селища Красна Поляна, Радовка) увійшла до складу Матвієвської сільради.

## Населення
Населення — 2937 осіб (2019; 3196 в 2010, 3547 у 2002).

## Склад
До складу сільської ради входять:
| Населений пункт       | Населення, осіб (2002) | Населення, осіб (2010) |
| --------------------- | ---------------------- | ---------------------- |
| Красна Поляна, селище | 102                    | 41                     |
| Матвієвка, село       | 3294                   | 3044                   |
| Радовка, селище       | 151                    | 111                    |